# Taxilepis regularis
Taxilepis regularis là một loài bướm đêm trong họ Geometridae.